# Резня в Мосоте

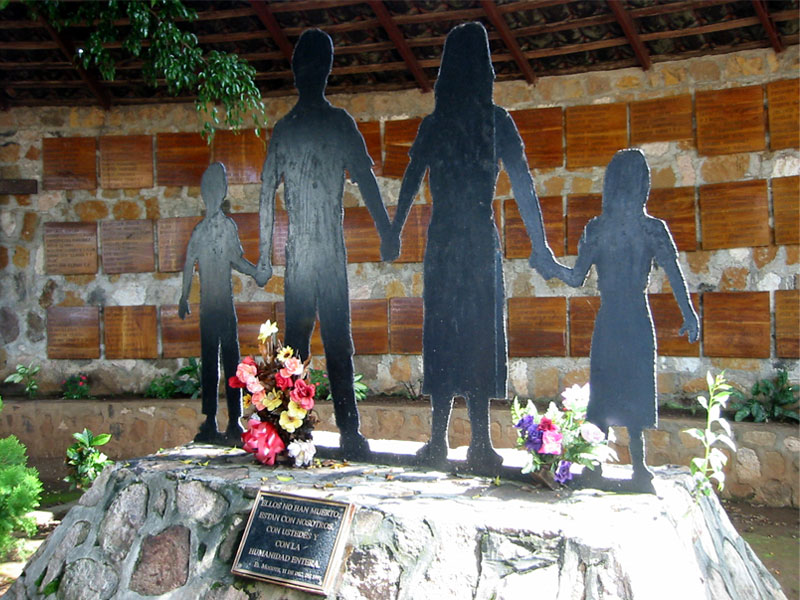
Мемориал в память о жертвах массового убийства в Мосоте

Резня в Мосоте (исп. Masacre de El Mozote) — массовое убийство, произошедшее в ходе сальвадорской гражданской войны в деревне Мосоте (Эль-Мосоте) (департамент Морасан, Сальвадор) 11 декабря 1981 года, когда от рук правительственных войск, связанных с ультраправыми, погибло порядка 800—1200 мирных жителей (по советским данным, 962 человека, в том числе — 300 детей; по американским — «не менее 792 жителей», в том числе — 280 детей). В декабре 2011 года правительство Сальвадора принесло извинения за это преступление, однако наказания за него виновные так и не понесли. Являясь одним из многочисленных военных преступлений на счету батальона «Атлакатль», считается одним из самых кровавых преступлений за всю историю центральноамериканских стран.

## Контекст
К 1981 году различные левые партизанские отряды страны объединились во Фронт национального освобождения имени Фарабундо Марти для вооружённой борьбы против правой диктатуры в Сальвадоре. Правившая страной Революционная правительственная хунта и ультраправые силы развернули террор «эскадронов смерти» наподобие Союза белых воинов. Жертвами таких антикоммунистических групп становились оппозиционно настроенные представители крестьянства, рабочего класса, интеллигенции и духовенства, включая священника-иезуита Рутилио Гранде и архиепископа Оскара Ромеро. Подчас уничтожались целые деревни.
Однако перед бойней Мосоте, в отличие от других деревень в округе, имела репутацию соблюдающей нейтралитет. В то время как многие из соседних населённых пунктов были в основном римско-католическими и считались симпатизирующими партизанам под влиянием левокатолической теологии освобождения, Мосоте населяли преимущественно «аполитичные» евангельские протестанты. Деревушка за деньги снабжала кое-чем герильерос, но больше помощи тем не предоставляла и слыла «местом, где партизанам не стоит искать новобранцев».
Накануне бойни богатейший человек деревни Мосоте Маркос Диас собрал односельчан, чтобы предупредить их, что через их район будет проходить армия с карательной операцией, но при этом заверил, что никто из местных не пострадает, если они будут оставаться дома. В силу специфики Мосоте его жители не ожидали угрозы от властей, по этой же причине туда стеклись сотни беженцев-крестьян из близлежащих поселений (в то время как обычно там проживало не более 20 семей, их количество резко возросло из-за притока беженцев).

## Бойня
В своей книге 1994 года The Massacre at El Mozote американский журналист Марк Дэннер восстановил ход событий 10-12 декабря 1981 года:

### 10 декабря
Днем 10 декабря 1981 года элитное подразделение сальвадорской армии «Атлакатль», личный состав которого прошёл подготовку в «Школе Америк» в зоне Панамского канала, прибыло в отдаленную деревню Мосоте после столкновения с партизанами ФНОФМ. «Атлакатль» был элитным батальоном «сил быстрого реагирования», специально обученным для контрпартизанских боевых действий. Он был первым отрядом этого рода в сальвадорских вооруженных силах и был подготовлен военными советниками США. Он проводил свою миссию под названием операция «Спасение» (Operación Rescate) для зачистки повстанческого присутствия в небольшой области на севере Морасана, где у партизан было два лагеря и учебный центр.
Когда батальон вошёл в деревню в поисках партизан и сочувствующих им, солдаты собрали всех жителей, уложили их лицом вниз и велели до следующего дня не покидать свои дома под страхом расстрела. За следующие два дня военные практически всех их убьют.

### 11 и 12 декабря
На следующий день рано утром, солдаты собрали всю деревню на площади. Они отделили мужчин от женщин и детей и заперли их по отдельным группам в церкви, в монастыре и по различным домам.
С 8 утра до полудня военные допрашивали, пытали и расстреливали мужчин и подростков небольшими группами в разных локациях. К обеду «Атлакатль» отобрал всех молодых женщин и девочек старше 10 лет, которых после массового изнасилования также расстреляли из пулемётов. После этого малолетних детей заперли в церкви, а оставшихся женщин отвели на окраину села на расстрел. Под конец солдаты принялись расстреливать, перерезать глотки и вешать детей и младенцев. Один из свидетелей описывал, как солдат подбросил трехлетнего ребенка и проткнул его штыком. Уничтожив всё местное население, военные сожгли дома.
Батальон остался в Мосоте ещё на ночь, а на следующий день, совместно с другими армейскими подразделениями, продолжил побоище в деревнях Ранчерия и Лос-Терилос, расположенных к северу от Мосоте. Мужчин, женщин и детей вновь выгнали из их жилищ, выстроили, ограбили и расстреляли, после чего подожгли их дома. Ещё через день, 13 декабря, бойня повторилась в деревнях Хокоте-Амарильо и Серо-Пандо к югу от Мосоте.

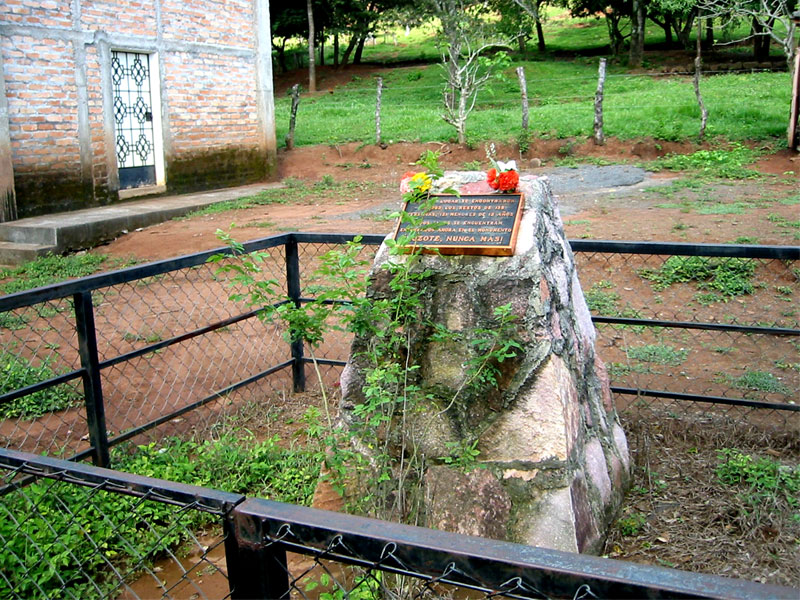
На месте старой церкви.

## Первые вести и полемика
Первым информацию о бойне в Эль Мосоте распространило партизанское радио «Венсеремос». В мировых СМИ новости о резне впервые появились 27 января 1982 года в докладах, опубликованных в «The New York Times» и «The Washington Post», чьи корреспонденты, прибыв на место, побеседовали с уцелевшей очевидицей событий Руфиной Амайей, потерявшей своего мужа и четверых детей. Крестьяне предоставили журналисту «The New York Times» Рэймонду Боннеру список из 733 имён, убитых солдатами правительственных войск.
Мексиканская журналистка Альма Гильермоприето, попавшая в деревню несколько дней спустя, писала в «The Washington Post» о десятках мёртвых тел, которые наблюдала лежащими в близлежащих полях, хотя со времени массового убийства прошло уже полтора месяца.

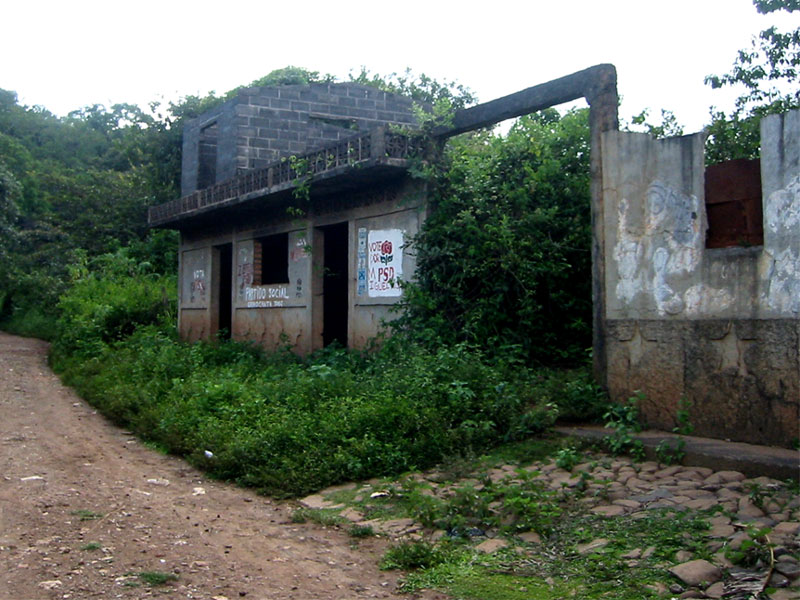
Руины сгоревшего здания.

Сальвадорская военная хунта опровергала эти сообщения, а чиновники из поддерживающей её американской администрации президента Рейгана назвали их «грубыми преувеличениями». Агентство The Associated Press сообщало, что «в посольстве США оспаривают доклады, заявляя, что его собственное расследование определило… что в Мосоте жило не более 300 человек».
Консервативная организация Accuracy in Media объявила, что оба ведущих издания, рассказавших миру о постигшей Мосоте трагедии, специально выпустили свои статьи накануне прений в конгрессе, а её руководитель Рид Ирвин заявил, что «г-н Боннер стоит дивизии коммунистов в Центральной Америке». Помощник государственного секретаря по межамериканским делам Томас Эндерс объявил перед комитетом Сената, что имел место обычный бой и нет оснований «для подтверждения того, что правительственные войска систематически истребляли мирных жителей»
8 февраля помощник госсекретаря по правам человека и гуманитарным вопросам Эллиот Абрамс, курировавший поддержку Вашингтоном антикоммунистических сил в центральноамериканских странах (Сальвадоре, Гондурасе, Гватемале, Никарагуа) и впоследствии судимый за причастность к скандалу «Иран-контрас», сообщил Комитету, что доклады о гибели сотен людей в Мосоте «недостоверны», а темой «инцидента злоупотребляют» партизаны (впоследствии Абрамс отзывался о тогдашней политике США в Сальвадоре как о «блестящем достижении»).
Проправительственные медиа, в том числе «The Wall Street Journal», подхватили критику чиновников в адрес побывавших в Сальвадоре журналистов как «излишне доверчивых» и «подыгрывающих коммунистической пропаганде». Дошло до того, что в журнале «Time» утверждалось, что Боннер, дескать, упустил из виду, что женщины и дети также могут быть активными участниками партизанской войны, а не просто гражданскими лицами. По итогам травли Боннер был в августе отозван в Нью-Йорк и позже покинул газету.
Широкое разглашение факта бойни в Мосоте ставило под вопрос всю политику администрации Рейгана в регионе, где она под знаменем антикоммунизма оказывала поддержку правым репрессивным режимам и ультраправым «эскадронам смерти». Она подвергалась резкой критике со стороны оппозиции, в том числе в Конгрессе, не в последнюю очередь из-за многочисленных бесчинств в Сальвадоре. Лишённая военного смысла садистская бойня мирного населения, не причастного к партизанам, могла быть негативно воспринята американским общественным мнением (особенно на фоне сведений о хорошем обращении партизан ФНОФМ с военнопленными правительственных сил), а попытки властей Сальвадора и США замолчать факт преступления лишь усугубляли это отношение.

## Позднейшие расследования
26 октября 1990 года Педро Чикасом Ромеро из Ла-Хойи, который пережил бойню, укрывшись в близлежащей пещере, на батальон «Атлакатль» был подан судебный иск за массовое убийство.
В 1992 году в рамках мирного урегулирования по Чапультепекским мирным соглашениям, подписанным в Мехико 16 января и ознаменовавших конец гражданской войны, Организация Объединенных Наций, санкционировала создание Комиссии правды для Сальвадора, расследующей нарушения прав человека, совершенные во время войны. С 17 ноября при участии аргентинской команды судебных экспертов началась эксгумация жертв. Она подтвердила предыдущие сообщения Боннера и Гильермоприето о сотнях гражданских лиц, убитых на месте. Так, в братской могиле, расположенной в пристройке возле церкви, на участке 3х5 метров из 146 останков 140 принадлежали детям, от новорождённых до 12 лет.
Министр обороны Сальвадора и начальник Объединенного штаба вооруженных сил заявили Комиссии правды, что у них якобы нет информации, которая позволила бы установить подразделения и офицеров, участвовавших в операции «Спасение». Они утверждали, что за этот период не было никаких записей.

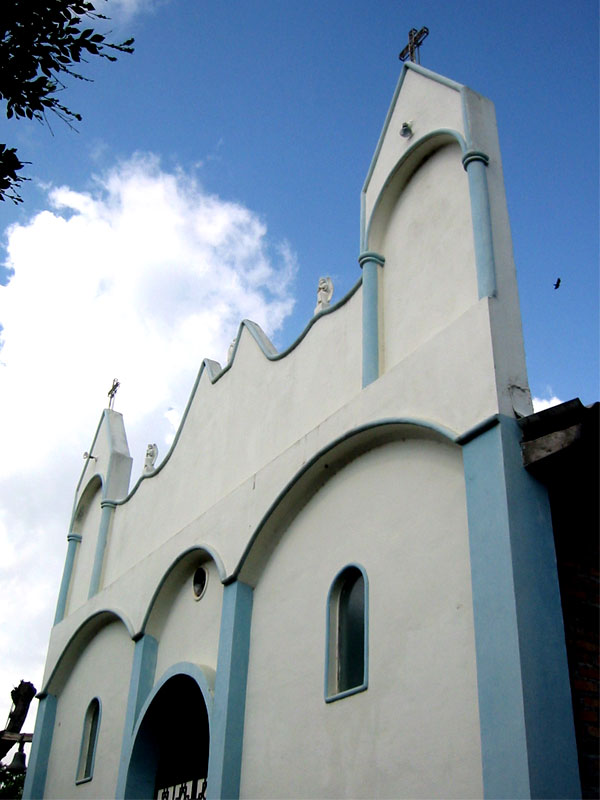
Вновь отстроенный храм в Эль-Мосоте

В 1993 году Сальвадор принял закон, фактически освобождавший армию от уголовной ответственности. В том же году Марк Дэннер опубликовал в выпуске «The New Yorker» от 6 декабря статью, вызвавшую бурную полемику, поскольку она поднимала тему о вмешательстве США в Центральную Америку в 1970-х и 1980-х годов и поддержке ими авторитарных режимов и нарушений прав человека. Впоследствии автор расширил свою статью «Правда об Эль-Мосоте» в книгу «Резня в Эль-Мосоте» (The Massacre at El Mozote, 1994).

В 1993 году специальная комиссия Госдепартамента, изучавшая действия американских дипломатов в отношении прав человека в Сальвадоре, пришла к выводу, что «ошибки, безусловно, были допущены … особенно в том, что не смогли получить правду о бойне в декабре 1981 года». В своем исследовании СМИ и администрации Рейгана «On Bended Knee» американский автор Марк Хертсгаард писал о значении первых сообщений о резне:
…они опровергали фундаментальные моральные претензии, лежавшие в основе политики США. Они указывали, что Соединенные Штаты поддерживали в Центральной Америке не демократию, а репрессии. Поэтому они угрожали перевести политические дебаты от обсуждения средств к обсуждению целей: от дискуссий, как лучше всего бороться с предполагаемой коммунистической угрозой — посылать войска США или просто помощь США? — к тому, почему Соединенные Штаты предпочитали поддерживать государственный террор.
Позднейшее решение суда отменило амнистию для фигурантов дел, подозреваемых в «вопиющих нарушениях прав человека», но неоднократные попытки сальвадорских правозащитников инициировать рассмотрение дела не дали результатов.

## Наследие
7 марта 2005 года Организация американских государств и её Межамериканская комиссия по правам человека возобновила расследование резни в Мосоте на основании доказательств, найденных аргентинскими судебными антропологами. Активисты продолжали лоббировать рассмотрение дела Межамериканским судом по правам человека.
В новости, опубликованной в январе 2007 года в газете «The Washington Post», бывший сальвадорский солдат Хосе Вильфредо Сальгадо рассказал о возвращении в Эль-Мосоте через несколько месяцев после кровавой расправы и сборе черепов малолетних жертв для «подсвечников» и талисманов на удачу.
Пока у власти находилась правоконсервативная партия Националистический республиканский альянс, связанная с «эскадронами смерти» периода гражданской войны, правительство Сальвадора отказывалось приносить извинения за подобные бойни со стороны проправительственных сил; трагедию в Мосоте сальвадорское государство официально осудило лишь в декабре 2011 года, после победы на выборах бывшего повстанческого Фронта национального освобождения имени Фарабундо Марти, преобразованного в парламентскую левую партию. Министр иностранных дел Уго Мартинес, выступая от имени правительства, назвал резню проявлением «слепоты государственного насилия» и попросил о прощении. Затем и президент страны Маурисио Фунес от имени государства принёс свои извинения сальвадорцам.
В октябре 2012 года Межамериканский суд по правам человека обязал Сальвадор расследовать бойню в Мосоте и привлечь виновных к ответственности. Суд постановил, что закон об амнистии не распространяется на убийства. В качестве компенсаций государству предстоит выплатить около 17,7 млн долларов США.